# Synagoga w Brzesku (ul. Głowackiego 13)
Synagoga w Brzesku – dom modlitwy znajdujący się w Brzesku w jednym z pomieszczeń budynku przy ulicy Głowackiego 13.
Obok w jednym pomieszczeniu znajdował się również cheder. Podczas II wojny światowej hitlerowcy zdewastowali wnętrze modlitewni. Obecnie budynek jest wykorzystywany do innych celów.